# Lê Thị Diễm Thúy
Lê Thị Diễm Thúy (sinh 12 tháng 1 năm 1972) là một nữ văn sĩ người Mỹ gốc Việt. Ngoài một số tác phẩm văn xuôi, bà còn làm thơ và diễn kịch từng đoạt giải văn học có tiếng tại Mỹ.

## Thân thế
Bà sinh ra tại Phan Thiết thời Việt Nam Cộng hòa. Năm 1978 bà cùng cha vượt biên bằng thuyền, được tàu Hải quân Hoa Kỳ vớt và sau định cư tại San Diego thuộc tiểu bang California, Mỹ. Bà có một người chị chết đuối trong trại tỵ nạn Malaysia. Khi khai nhập cảnh Hoa Kỳ, vì một sự nhầm lẫn, giấy tờ của bà ghi tên người chị nên sau đó bà đã dùng tên của chị cho chính mình.

## Văn nghiệp
Bà nhập học Hampshire College, một trường đại học nhân văn ở Massachusetts năm 1990, theo học môn văn chương thời hậu thuộc địa nên có thời gian chuyển sang học tại Paris, Pháp để nghiên cứu các thư tịch tàng trữ ở Pháp về Việt Nam. Cũng thời gian này bà quyết định chọn "tôi là người Mỹ" và dùng tiếng Anh là ngôn ngữ diễn tả tâm tư.
Sau khi ra trường bà sáng tác một số bài thơ, văn xuôi và mấy bản đối thoại. Vở kịch độc thoại Mùa Hè Đỏ Lửa/Red Fiery Summer là do chính bà trình diễn từ năm 1995 đến 1997 ở một số hý viện. Sau đó bà viết vở the bodies between us do công ty New WORLD Theater sản xuất. Bà đi lưu diễn ở Bắc Mỹ lẫn Âu châu và được mời trình diễn ở Whitney Museum of American Art (Viện Bảo tàng Mỹ thuật Hoa Kỳ Whitney ở New York).
Năm 1996 tác phẩm "The Gangster We Are All Looking For" ra mắt trên tạp chí Massachusetts Review rồi được Harper's Magazine in lại. Tác phẩm này sau được đúc kết lại thành cuốn tiểu thuyết cùng tên. Nhà xuất bản Alfred A. Knopf nhận mua bản quyền từ trước khi bà hoàn tất năm 1999 và đến năm 2001 thì phát hành.
Trong khi viết cuốn tiểu thuyết này bà về thăm quê hương Việt Nam năm 1998 sau 20 năm biệt xứ. Chuyến đi này bà cảm nhận được những hy sinh và mất mát của cha mẹ khi phải bỏ xứ sở ra đi tỵ nạn sang Mỹ. Tôi thấu hiểu dược nỗi cô đơn của cha mẹ... và những gì mãi không tìm lại được. Mẹ bà sau khi phát hiện mình bị ung thư đã trở về Việt Nam và mất ở Phan Thiết. Cha bà cũng đã trở về Việt Nam sống.
Cuốn tiểu thuyết của Lê Thị Diễm Thúy được báo New York Times khen ngợi, theo sau là giải thưởng của Sáng hội Radcliffe và Guggenheim.

## Liên kết
- The Gangster We Are All Looking For at Random House
- Electronic Chapbook by lê thi diem thúy
- Boston Globe article 'Refuge in Her Writing'
- "Chuyện trò với Lê Thị Diễm Thúy" theo APM Lưu trữ ngày 5 tháng 12 năm 2010 tại Wayback Machine
- trang về LTDT của Viện Đại học Washington